# Belton (North Lincolnshire)
Pour les articles homonymes, voir Belton.
Belton est une paroisse civile et un village du Lincolnshire, en Angleterre.